# Kronoby gymnasium
Kronoby gymnasium är belägen i Kronoby, Finland. Skolan rekryterar många studerande från områden utanför kommunens gränser, och skolskjutsar ordnas från Jakobstad och Larsmo. För långväga studerande finns möjlighet till internatboende vid Kronoby folkhögskola (Kvarnen).

## Utbildningsprogram
Skolan erbjuder tre linjer: den allmänna linjen, en flyglinje och en linje för jakt och natur. Dessutom har gymnasiet musikverksamhet. Intresseperioder som musikperiod, praktisk formgivning och fysioperiod (som omfattar idrott, friluftsliv och ledarskap) är möjliga att välja utanför traditionella gymnasiestudier.

## Antagningskrav
För att bli antagen till den allmänna linjen 2024 krävdes ett medeltal på 7,42, till flyglinjen 7,75 och till linjen för jakt och natur 7,06. Antagningen för läsåret 2024 inkluderade 32 studerande till den allmänna linjen, nio till flyglinjen och åtta till jakt- och naturlinjen.

## Projekt och samarbeten
Skolan deltar aktivt i olika projekt, såsom språkreseprojekt och projekt relaterade till Förintelsen i Polen. Det finns också samarbetsprojekt med Muuramen lukio.